# Limestone (Oklahoma)
Limestone és una concentració de població designada pel cens dels Estats Units a l'estat d'Oklahoma. Segons el cens del 2000 tenia 745 habitants.

## Demografia
Segons el cens del 2000, Limestone tenia 745 habitants, 252 habitatges, i 214 famílies. La densitat de població era de 91,3 habitants per km².
Dels 252 habitatges en un 40,5% hi vivien nens de menys de 18 anys, en un 76,2% hi vivien parelles casades, en un 6% dones solteres, i en un 14,7% no eren unitats familiars. En l'11,5% dels habitatges hi vivien persones soles el 3,6% de les quals corresponia a persones de 65 anys o més que vivien soles. El nombre mitjà de persones vivint en cada habitatge era de 2,96 i el nombre mitjà de persones que vivien en cada família era de 3,22.
Per edats la població es repartia de la següent manera: un 28,6% tenia menys de 18 anys, un 5,8% entre 18 i 24, un 28,5% entre 25 i 44, un 28,3% de 45 a 60 i un 8,9% 65 anys o més.
L'edat mediana era de 38 anys. Per cada 100 dones de 18 o més anys hi havia 101,5 homes.
La renda mediana per habitatge era de 51.750 $ i la renda mediana per família de 56.625 $. Els homes tenien una renda mediana de 56.042 $ mentre que les dones 30.089 $. La renda per capita de la població era de 21.035 $. Entorn del 8,8% de les famílies i el 5,2% de la població estaven per davall del llindar de pobresa.

## Poblacions més properes
El següent diagrama mostra les poblacions més properes.